# 日本大学硬式野球部
日本大学硬式野球部（にほんだいがくこうしきやきゅうぶ、英: Nihon University Baseball Club）は、東都大学野球連盟に所属する大学野球チーム。日本大学の学生によって構成されている。学内での正式名称は日本大学保健体育審議会硬式野球部。

## 創部
1923年（大正12年）創部。

## 歴史
1923年に野球部創部。1925年春、東京新大学野球連盟（のちに東京新十大学野球連盟）を結成し加盟。同1925年秋、東京帝大の加盟と共に東京六大学野球連盟が結成され、日大もこれに加盟の打診をしていた。同1925年10月23日、尾久グラウンドにて日本巡業で来日したアメリカの女子野球チーム フィラデルフィア・ボビーズと対戦し、6-0で日大の勝利となった。11月には関西巡業で立命館とも対戦している。
1931年、國學院大、専修大、中央大、東農大と共に東都大学野球連盟の前身である五大学野球連盟を結成。初代監督に大沢逸郎（明治大OB）を迎える。最初の合宿所は杉並区天沼で近くにグラウンドがあったが、現在その地には日大二高の校舎が建っている。戦前戦後にかけて東都大学リーグ戦で専大、中大との三つ巴の戦いのなか、この2校に後塵を拝する時期が続いた。
戦後すぐの、投打の柱の田宮謙次郎（1948年末に中退し大阪タイガース入団）と根本陸夫（1947年に出場停止処分で中退し法大へ転校）のバッテリーが活躍していた頃からまもない1948年秋、初の専任監督として香椎瑞穂（第5代）が就任。就任してからの16シーズン（1948秋 - 56春）で8回の優勝をもたらし日大の第1期黄金時代を築き、名将「東都のステンゲル」と謳われた。河内忠吾投手（1954年卒）、島津四郎（通算33勝〈日大歴代1位〉9敗、1957年卒）と江崎照雄（1957年卒）の両投手、人見武雄内野手（1957年卒）らが活躍した1950年代を中心に専大と日大の2強時代を形成し、その間、それぞれ優勝回数は9回・8回にのぼる（中大は2回）。　　
1947年から5回実施された、東京六大学、旧関西六大学、そして東都大学の3連盟間で王座を決する全国大学野球王座決定戦の第4回大会（1950年）に出場したが、早稲田大が優勝した。
1955年春にリーグ優勝し、第4回全日本大学野球選手権大会に初出場を果たす。3年島津四郎投手を擁して準決勝で同志社大を4-3（延長10回）、決勝で秋山登と土井淳の4年生バッテリー擁する明治大に0-1で敗れて準優勝。同年7月、米軍慰問旅行の途次在日米軍慰問で来日した南加大が日大、明大、同大に3勝した。翌1956年春にもリーグ優勝し、第5回全日本大学野球選手権大会に2度目の出場。4年島津投手らを擁して近畿大、西南学院大を下し、準決勝で岡山大を6-0、決勝で村山実と上田利治の2年生バッテリー擁する関西大に1-2で敗れ前年に続く2度目の準優勝に留まる。同年秋も江崎照雄投手が活躍しリーグ戦を連覇。
1961年春、宮田征典投手（通算24勝16敗、1962年卒）、投打で活躍した竹中惇（通算15勝7敗、1962年卒）らを擁して第10回全日本大学野球選手権大会準決勝で辻佳紀捕手や一枝修平らがいる明治大を2-0、決勝で2年生エース村瀬広基や藤井栄治擁する関西大を10-2と、過去第4回大会（1955年）と第5回大会（1956年）のいずれの決勝戦とも1点差で惜敗してきた相手2校を破り、東都代表として選手権初優勝を飾った。宮田竹中以降は千原陽三郎投手（通算22勝14敗、1964年卒）らが活躍した。
1965年秋、香椎監督が引退し、臨時監督の飯沼辰夫（第6代、後に第9代監督に就任）を挟み河内忠吾（第7代）が就任。
1966年春、森内一忠投手（通算18勝22敗、1968年卒）、打撃陣では東都のシーズン本塁打記録保持者だった正垣泰祐、石井久至（のち第8代監督）ら3年生の活躍で春季リーグ戦に優勝。続く第15回全日本大学野球選手権大会準決勝で神奈川大を2-1（延長11回）で下し、決勝で山下律夫投手や2年生有藤通世擁する新興近畿大を3-2で下し2度目の大学日本一を遂げる。

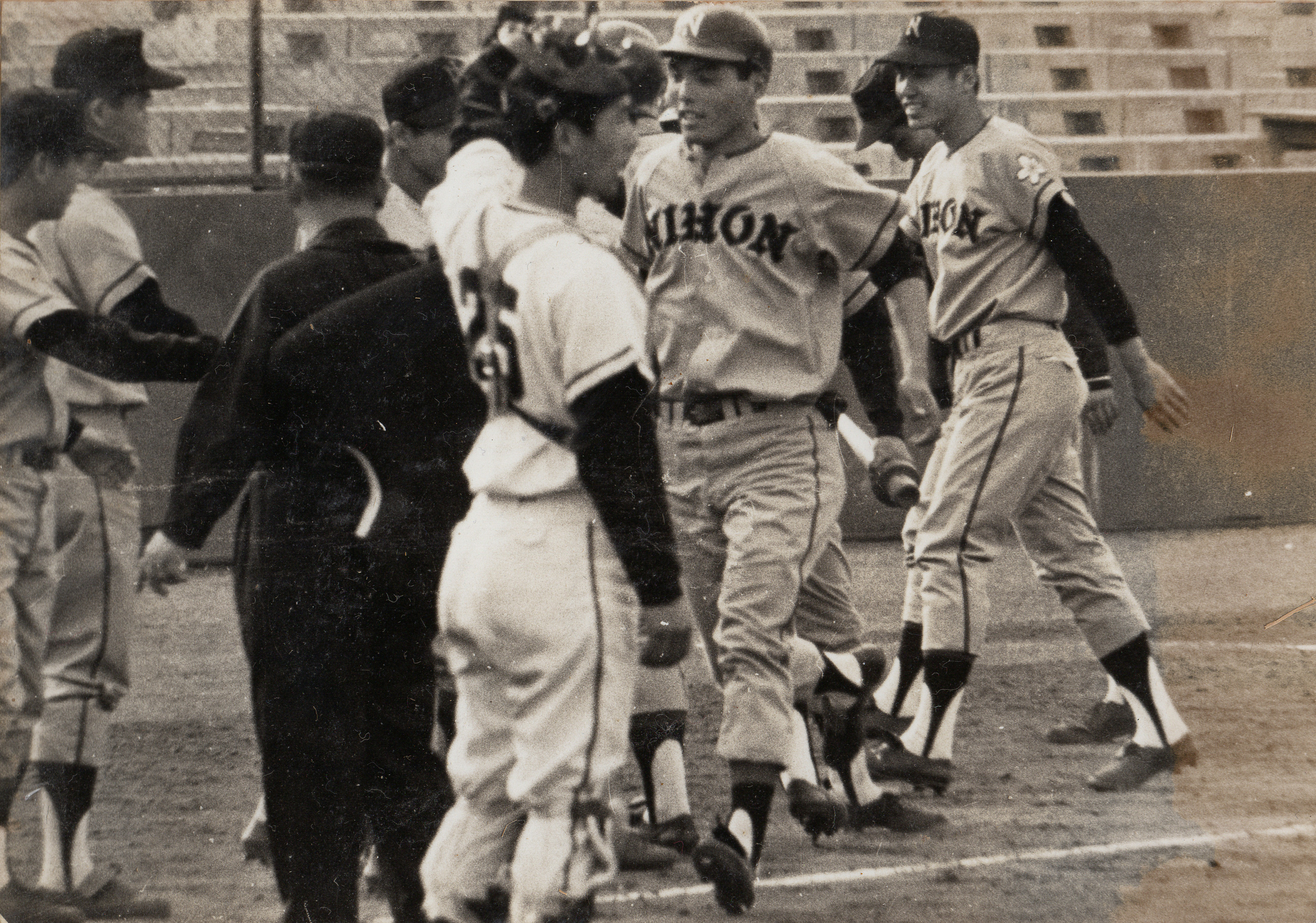
1960年代後半。画像は植原修平。

部史上初の2部降格から昇格したばかりの1969年、佐藤道郎（通算20勝9敗、1970年卒） - 須藤和彦のバッテリー、植原修平らの活躍で大矢明彦捕手や内田順三らがいる駒澤大を抑え春秋リーグ戦を連覇。続く第18回全日本大学野球選手権大会準決勝でエース久保田美郎と1年山口高志両投手がいる関大を3-0で完封、決勝の上田次朗投手擁する新興東海大戦で9回表に東海谷口剛に決勝本塁打を浴び0-3で惜敗し準優勝に留まる。1971年、秋季リーグ戦に優勝し、第2回明治神宮野球大会準決勝で3年山口高志投手擁する関大を1-0で完封、決勝で日大は鈴木博識投手（通算12勝8敗、1973年卒。のち第11代監督）や小山良春（通算13勝12敗、1974年卒）ら3投手の継投と中沢邦男のバッテリーで、同じ東都所属で春季リーグ及び大学選手権優勝の山本和行投手擁する亜細亜大を3-1で下し東都勢で神宮大会初優勝を飾る。
しかし、これを最後に3度の2部落ちや部史上初の2部最下位（1988年春。のちの2010年春にも2部最下位）になるなど長らく低迷期が続いた。入替戦では、1974年秋、国士舘大に敗れ2部降格。翌1975年春、国士大に勝ち1部昇格。1977年春、2年片岡大蔵投手の国士大に敗れ2部降格。1981年秋、2年長冨浩志の国士大に勝ち1部昇格。1986年春、東農大に敗れ2部降格と続いた。1975年秋には駒澤大に次ぐ1部リーグ2位となり第6回明治神宮野球大会に出場したが、初戦で日体大に惜敗した。
この間、1970年代から1980年代にかけて、投手陣では木村広（3年次に硬式に転向、通算3勝1敗、1976年卒）、佐藤義則（通算22勝21敗、1977年卒）、石川賢（1983年卒）、石井宏（通算19勝22敗、1986年卒）らの好投手、打撃陣では岩沢建一、和田豊、大束二郎捕手らが活躍したが1部リーグ優勝には手が届かなかった。
1989年秋、2年落合英二（1部リーグ通算8勝13敗、1992年卒）の力投で國學院大を下し1部に復帰。その後の入替戦でも1部残留を死守。続く門奈哲寛投手（通算14勝11敗、1993年卒）と2年北川博敏のバッテリー、主将真中満や渡辺博幸らを擁した1992年秋、21年ぶりとなる1971秋以来42シーズンぶり20回目のリーグ優勝（和泉貴樹監督、第10代）を遂げた。続く第23回明治神宮大会では準決勝で3年大塚晶文投手らを擁する東海大に2-3（延長13回）と惜敗。翌1993年春、1年生投手谷村逸郎が開幕亜大戦を1失点完投で新人開幕投手として東都史上初の勝利を挙げる。とまれ復活の機運が高まったが、1995年秋に谷村や戸部浩（通算6勝12敗、1997年卒）ら3年生と2年清水直行らの投手陣、4年高根澤力捕手（ないし三塁手）らの打撃陣を擁するも最下位となり、入替戦で4年小林幹英と3年黒田博樹両投手擁する専大に敗れ5度目の2部転落。翌1996年、日大藤沢高から鈴木博識監督（第11代）が招かれ指揮を執った。
1997年秋、2年生吉野誠投手（1部リーグ通算14勝15敗、2000年卒）の力投で東洋大を下し1部に復帰。
2001年春、館山昌平（通算8勝6敗、2003年卒）と堤内健（通算5勝11敗、2003年卒）両投手と大野隆治のバッテリー、打撃陣では村田修一ら4年生の投打を擁し21回目のリーグ優勝を遂げる。続く第50回全日本大学選手権準決勝で立命大を4-2で下し、決勝で、法政大を8-2で下し勝ち上がってきた東海大に0-2で敗れ準優勝に留まる。2004年春、那須野巧（通算22勝10敗、2005年卒）や3年畠山太（通算11勝5敗、2006年卒）らの投手陣や、打撃陣では桑原義行らを擁し22回目の優勝を飾る。第53回全日本大学選手権準々決勝で立命大を9-0（7回コールド）、準決勝で八戸大を6-2で下し、決勝で、一場靖弘投手擁する明治大を5-3で下し勝ち上がってきた東北福祉大に1-3で敗れ、またしても準優勝に留まる。
2006年秋、4年長野久義や3年篠田純平投手（1部リーグ通算2勝3敗、2008年卒）を擁するも、入替戦で長谷川勇也と松本哲也擁する専修大に敗れまたしても2部転落。翌2007年秋に入替戦で國學院大を下し1部に昇格したものの翌2008年、4年服部大輔投手（通算8勝13敗、2009年卒）らが活躍するも秋に最下位となり入替戦で國學院大に敗れ通算7度目の2部転落となった。さらに翌2009年春には国士大などと2部で最下位争いを展開するなど低迷の責任をとって鈴木監督が辞任。衣川隆夫監督代行を経て同2009年秋から仲村恒一監督（第12代）が指揮を執る。
しかし、翌2010年春には1988年春以来2度目の2部最下位となる。翌2011年春、入替戦で國學院大に勝ち1部昇格。翌2012年春、入替戦で國學院大に敗れ2部降格。2015年春、入替戦で拓殖大に勝ち1部昇格。翌2016年秋、2004年春以来25季ぶり23回目の1部リーグ優勝を遂げた。続く第47回明治神宮野球大会準決勝で桜美林大に敗退。翌2017年秋、駒大に敗れ2部に降格した。
2021年秋、4年ぶりに1部に昇格した。

### 年表
※記録は、東都大学野球連盟の歴代記録、及び 日本大学野球部（沿革）に記載されているもの。
- 1923年　野球部創部
- 1931年　他4大学と共に東都の前身連盟を創設。秋季に國學院大と共に同率優勝。（東都の連盟記録上は優勝預かり扱い。）
- 1932年　秋季、中央大と共に同率首位になるも優勝預かり。
- 1933年　秋季、初の単独優勝。
- 1938年　春季、2度目の優勝。（監督不在。主将が代行。）
- 1939年　秋季、専中日3校の同率優勝。3度目の優勝。
- 1948年　香椎瑞穂が監督就任（初の専任監督）
- 1949年　春季、4度目の優勝。
- 1950年　秋季、5度目の優勝。
- 1952年　秋季、6度目の優勝。
- 1953年　秋季、7度目の優勝。
- 1954年　秋季、8度目の優勝。
- 1955年　下高井戸に専用グラウンドと合宿所が新設。春季、9度目の優勝。全日本大学野球選手権大会に初出場。3年島津四郎投手を擁して準決勝で同志社大を4-3（延長10回）、決勝で秋山登投手擁する明治大に0-1で敗れて準優勝。秋季、対学習院大2回戦で2投手継投によるノーヒットノーランを喫す。同年7月、米軍慰問旅行の途次在日米軍慰問で来日した南カリフォルニア大学（南加大）が日大、明大、同大に3勝した。
- 1956年　春季、10度目の優勝。全日本大学野球選手権大会は、4年島津四郎投手らを擁して準決勝で岡山大を6-0、決勝で村山実投手擁する関西大に1-2で敗れて2度目の準優勝。秋季、11度目の優勝。
- 1957年　春季、対駒大1回戦で全員安打。
- 1958年　秋季、中大・学習院大とともに同率首位になり、3校巴戦による優勝決定戦が実施された。決定戦はもつれ2度1勝1敗となり3度目を行った結果、学習院が日大、中大に勝利し初優勝。初優勝が決定した試合は、神宮球場から場所を移して旧駒澤球場で実施された。皇太子（現 明仁上皇）の出身校であることや試合観戦もしていたため、AP電で世界に流された[3]。
- 1959年　秋季、12度目の優勝。（強力打線と2年宮田征典の力投）
- 1960年　春季、13度目の優勝。全日本大学野球選手権大会は3度目の出場で初戦で北海学園大に2-3で敗退。
- 1961年　春季、14度目の優勝。全日本大学野球選手権は4度目の出場で、4年宮田征典投手を擁して東都代表として初優勝（決勝で関西大に10-2で勝利）。
- 1962年　秋季、15度目の優勝。
- 1965年　春季、部史上初の最下位（入れ替え戦は國學院大に勝利し残留。）。秋季は、臨時で飯沼辰夫が監督を務めた後で河内忠吾が正式に監督が就任。
- 1966年　春季、16度目の優勝。全日本大学野球選手権に5度目の出場で2回目の優勝（決勝で近畿大に3-2で勝利）。秋季、対駒大3回戦で1試合最多本塁打5と1イニング最多本塁打3を喫す。
- 1967年　秋季、2度目の最下位で入れ替え戦で芝浦工大に敗れ初の2部転落（河内忠吾監督）。
- 1968年　秋季、2部で初優勝。入れ替え戦で専修大に勝利し1部復帰（河内忠吾監督）。
- 1969年　春季、対芝工大1回戦で全員安打。17度目の優勝。全日本大学野球選手権は6度目の出場。佐藤道郎投手を擁して決勝で上田二郎投手擁する東海大に0-3で敗れ3回目の準優勝。秋季、18度目の優勝。
- 1971年　秋季、19度目の優勝。明治神宮野球大会に初出場で東都加盟校同士の決勝戦で東都代表として初優勝（決勝で亜大に3-1で勝利）。
- 1973年　春季、3度目の最下位（入れ替え戦は専修大に勝利し残留）。同年秋季、対中大2回戦で全員安打を喫す。4度目の最下位（入れ替え戦は国士舘大に勝利し残留）。
- 1974年　秋季、5度目の最下位で入れ替え戦で国士舘大に敗れ2度目の2部転落（河内忠吾監督）。
- 1975年　春季、2部で2度目の優勝。入れ替え戦で国士舘大に勝利し1部復帰（河内忠吾監督）。
- 1976年　春季、6度目の最下位（入れ替え戦は青学大に勝利し残留）。
- 1977年　春季、7度目の最下位で入れ替え戦で国士舘大に敗れ3度目の2部転落。（河内忠吾監督）。同年秋季、2部で3度目の優勝（入れ替え戦は国士舘大に敗れ残留）。
- 1978年　春季、2部で4度目の優勝（入れ替え戦は駒澤大に敗れ残留）。同年秋季、2部で5度目の優勝（入れ替え戦は亜大に敗れ残留）。
- 1979年　秋季、2部で6度目の優勝（入れ替え戦は中央大に敗れ残留）。
- 1981年　秋季、2部で7度目の優勝。入れ替え戦で国士舘大に勝利し1部復帰。（石井久至監督）
- 1982年　春季、8度目の最下位（入れ替え戦は国士舘大に勝利し残留）。同年秋季、9度目の最下位（入れ替え戦は国士舘大に勝利し残留）。
- 1984年　同年8月に単発に実施された全日本大学選抜野球大会（札幌開催）に東都代表として出場。
- 1985年　春季、10度目の最下位（入れ替え戦は専修大に勝利し残留）。
- 1985年　秋季、飯沼辰夫が総監督に就任。（連盟登録は、飯沼辰夫が監督、石井久至がコーチ）
- 1986年　春季、対東洋2回戦でサヨナラソロ本塁打で優勝決定を喫す（連盟史上初）。11度目の最下位で入れ替え戦は東京農大に敗れ、4度目の2部転落（飯沼辰夫監督）。秋季から和泉貴樹がコーチに就任。
- 1988年　春季、それまでコーチだった和泉貴樹が監督に就任。部史上初の2部最下位（入れ替え戦は順天堂大に勝利し残留）。
- 1989年　秋季、2部で8度目の優勝。入れ替え戦で國學院大に勝利し1部復帰。
- 1990年　秋季、12度目の最下位（入れ替え戦は中央大に勝利し残留）。
- 1992年　秋季、エース門奈哲寛・主力の真中満らの活躍で20度目（42シーズンぶり）の優勝。明治神宮野球大会では準々決勝で東海大に2-3で敗れた。
- 1994年　春季、対青学2回戦で代打逆転本塁打（連盟史上唯一）を喫す。秋季、対東洋1回戦で初打席代打満塁逆転本塁打（連盟史上唯一）を被る。
- 1995年　秋季、13度目の最下位で入れ替え戦は専修大に敗れ、5度目の2部転落。（和泉貴樹監督）
- 1996年　春季から鈴木博識監督就任
- 1997年　秋季、2部で9度目の優勝。入れ替え戦で東洋大に勝利し1部復帰。
- 2001年　春季、エース館山昌平・主砲の村田修一らの活躍で21度目の優勝。全日本大学野球選手権では7度目の出場で決勝で東海大に0-2で敗れ4回目の準優勝。
- 2003年　春季、14度目の1部最下位（入れ替え戦は専修大に勝利し残留）。
- 2004年　春季、エース那須野巧の孤軍奮闘で22度目の優勝。全日本大学野球選手権では8度目の出場で決勝で東北福祉大に1-3で敗れ5回目の準優勝。
- 2006年　秋季、15度目の1部最下位（1部在籍数通算124季）で1部2部入れ替え戦（対専修大）に臨み、6度目の2部転落となる。（鈴木博識監督）
- 2007年　秋季、2部通算10度目の優勝で、1部2部入れ替え戦（対國學院大）に臨み6度目の1部昇格を果たす。（鈴木博識監督）
- 2008年　秋季、16度目の1部最下位（1部在籍数通算126季）で1部2部入れ替え戦（対國學院大）に臨み、7度目の2部転落となる。（鈴木博識監督）
- 2009年　春季途中に鈴木監督が成績低迷を理由に引責辞任。衣川隆夫監督代行（現コーチ）を経て秋季からは仲村氏が第12代監督に就任。
- 2011年　春季、2部通算11度目（2部在籍通算31季）の優勝で、2部優勝での昇格戦としては11度目（1部最下位での残留戦を含めれば通算26度目）の1部2部入れ替え戦（対國學院大）に臨み7度目の1部昇格を果たす。（仲村監督）
- 2012年　春季、17度目の1部最下位（1部在籍数通算127季）で1部2部入れ替え戦（対國學院大）に臨み、8度目の2部転落。（仲村監督）
- 2015年　春季、2部通算12度目の優勝で、入れ替え戦で対拓殖大に勝利して8度目の1部昇格を果たす。（仲村監督）
- 2016年　秋季、23度目の優勝。

## 本拠地
- グラウンド：千葉県習志野市泉町1丁目2番1号　（日本大学生産工学部実籾校舎敷地内）
- 合宿所：千葉県習志野市実籾1丁目40番32号（日本大学生産工学部実籾校舎付近）

生産工学部硬式野球部（千葉県大学野球連盟所属）も存在し、同キャンパス第2球場で活動している。こちらは一般入学の理系学生が中心。
※現グラウンド及び合宿所は、2000年10月に移転。以前は合宿所、グラウンド共に世田谷（グラウンドは文理学部併設の野球場を付属櫻丘高校と共用）。

## 記録

### チーム記録
2012年秋季リーグ戦終了時点での、大学記録は以下の通り。
- 東都大学野球リーグ通算成績（2012年までの全158シーズン）
  - 1部リーグ：在籍通算127季 優勝22回（2度の優勝預かりを除く）、最下位17回（入れ替え戦降格は8回）
  - 2部リーグ：在籍通算31季 優勝11回（入れ替え戦昇格7回）、最下位2回（残留2回）

- 明治神宮競技大会野球競技 大学の部 優勝1回
- 日本学生野球協会結成記念野球大会 大学の部 優勝1回
- 全日本大学野球選手権大会 優勝2回
- 明治神宮野球大会 大学の部 優勝1回

### 個人記録
※連盟記録に載っているもののみ（最高殊勲選手、最優秀投手、ベストナインは昭和33年春以降）
- 昭和8年　秋季（優勝）、中川半次郎（首位打者）
- 昭和9年　秋季（3位）、中川半次郎（首位打者）
- 昭和10年　春季（2位）、岡村俊昭（首位打者）
- 昭和13年　春季（2位）、加藤守（首位打者）
- 昭和16年　春季（3位）、山田利彦（首位打者）
- 昭和21年　秋季（2位）、根本陸夫（首位打者）
- 昭和22年　秋季（3位）、田宮謙次郎（首位打者、児玉光彦との継投でノーヒットノーラン：対中大1回戦）
- 昭和23年　春季（2位）、池田力（首位打者）
- 昭和26年　春季（3位）、荒木辰雄（首位打者）
- 昭和28年　秋季（優勝）、河内忠吾（首位打者、完全試合：対駒大4回戦）
- 昭和29年　春季（2位）、坂本登（首位打者）、島津四郎（ノーヒットノーラン：対農大1回戦）
- 昭和30年　春季（優勝）、島津四郎（完全試合：対駒大第4回戦）
- 昭和31年　秋季（優勝）、会田豊彦（首位打者）
- 昭和32年　秋季（3位）、高林康治（ノーヒットノーラン：対駒大1回戦）
- 昭和33年　春季（4位）、笹木士朗（ベストナイン：外野手）
- 昭和34年　秋季（優勝）、笹木士朗（首位打者）
- 昭和35年　春季（優勝）、北村雅弘（首位打者）
- 昭和40年　春季（6位）、正垣泰祐（首位打者）
- 昭和42年　春季（5位）、佐々木和美（首位打者）
- 昭和44年　春季（優勝）、佐藤道郎（8連勝：対亜大2回戦～対中大2回戦）
- 昭和46年　秋季（優勝）、橋本繁（首位打者、サイクルヒット：対亜大1回戦）
- 昭和48年　秋季（6位）、江俣治夫（首位打者）
- 昭和50年　秋季（2位）、和泉貴樹（首位打者）
- 昭和51年　秋季（3位）、和泉貴樹（首位打者）、佐藤義則（シーズン最多奪三振78：歴代7位）
- 昭和58年　春季（2位）、和田豊（首位打者）、石井宏（シーズン最多奪三振71：歴代10位）
- 平成3年　春季（3位）、佐々木貴志（首位打者）
- 平成4年　春季（2位）、真中満（首位打者、1試合最多盗塁6・対亜大）
- 平成4年　秋季（優勝）、門奈哲寛（1試合最多奪三振18：対國學大1回戦、シーズン最多奪三振82：歴代4位）
- 平成5年　春季（4位）、北川博敏（首位打者）
- 平成10年　春季（5位）、今井康輔（首位打者）
- 平成12年　春季（3位）、衣川隆夫（首位打者）
- 平成13年　春季（優勝）、林弘典（首位打者、シーズン最多本塁打30安打）
- 平成13年　秋季（4位）、村田修一（シーズン最多本塁打8本）
- 平成14年　秋季（3位）、須田光（首位打者）、堤内健（1試合最多奪三振18：対専大3回戦）
- 平成15年　春季（6位）、桑原義行（首位打者）
- 平成15年　秋季（2位）、堀啓樹（首位打者）
- 平成18年　春季（4位）、長野久義（首位打者）
- 平成18年　秋季（6位:2部降格）、長野久義（首位打者）
- 平成28年　春季（4位）、佐藤健人（首位打者）

※ 通算100安打以上打者：村田修一：103安打（平成11年～14年）歴代12位タイ（4名）
※ 通算本塁打：村田修一：20本（平成11年～14年）歴代2位タイ（2名）

## 歴代監督
※球歴については判明分のみを記載。なお所属団体については特記がない限り野球部関連を前提にしている。
1. 大沢逸郎
明大野球部OB
2. 大下常吉
早大野球部OB
3. 小口槙太郎
4. 小川静夫
5. 香椎瑞穂
平安中→日大→日大監督（1948年秋季～1964年秋季）→日大櫻丘高監督[注 3]→日大藤沢高監督[注 4]
6. 飯沼辰夫（臨時）
日大→日大助監督→日大監督（1965年秋季の開始から途中まで[注 5]）→日大（経済学部職員→同教授）→日大監督（1985年秋季～1987年秋季）[注 6]→日大（経済学部）教授
7. 河内忠吾
小山高→日大[注 7]→熊谷組[注 8]→阪神[注 9]→荏原高監督[注 10]→日大監督（1965年秋季途中[注 11]～1977年春季）
8. 石井久至
日大一高→日大→松下電器[注 12]→・・・→日大監督（1977年秋季～1985年春季[注 6]）→日大生物資源科学部野球部長
9. 飯沼辰夫　（2度目）
経歴は前述を参照
10. 和泉貴樹
宇都宮商高→日大→日立製作所→宇都宮商高コーチ→日大コーチ→日大監督（1988年春季～1995年秋季）→日大国際関係学部監督→同総監督
11. 鈴木博識
小山高→日大→三菱自動車川崎→青森商高監督→日大藤沢高監督[注 13]→日大監督（1996年春季～2009年春季）[注 14]→鹿島学園高監督
12. 衣川隆夫（代行）
育英高→日大→ホンダ→日大コーチ→日大監督代行（2009年6～8月）→日大コーチ→日大国際関係学部コーチ
13. 仲村恒一
二松学舎大附属高→日大→東芝府中→東芝府中コーチ→東芝府中監督→日大監督（2009年秋季～2020年秋季）
14. 片岡昭吾
宇都宮学園高→日大→JR東日本→JR東日本コーチ→日大コーチ→日大監督（2021年春季〜）

## 主な出身者
※Category:日本大学硬式野球部の選手を参照。
- 岡村俊昭
- 三浦敏一（中退）
- 服部受弘
- 楠安夫（中退）
- 池田力
- 根本陸夫（中退）
- 田宮謙次郎（中退）
- 河内忠吾
- 島津四郎
- 江崎照雄
- 人見武雄
- 黒木基康
- 高木時夫
- 会田豊彦
- 宮田征典
- 正垣宏倫（正垣泰祐）
- 佐藤道郎
- 須藤和彦
- 植原修平
- 柴田民男
- 江俣治夫
- 木村広
- 佐藤義則
- 石川賢
- 和田豊
- 石井宏
- 内藤重人（中退）
- 落合英二
- 真中満
- 門奈哲寛
- 渡辺博幸
- 北川博敏
- 高根澤力
- 谷村逸郎
- 戸部浩
- 清水直行
- 梅沢直充
- 加藤康介
- 下窪陽介
- 尾形佳紀
- 吉原道臣
- 那須野巧
- 桑原義行
- 村田修一
- 岡田幸文（中退）
- 長野久義
- 篠田純平
- 吉野誠
- 館山昌平
- 堤内健
- 大野隆治
- 柳沢泰典
- 十亀剣
- 縞田拓弥
- 吉田一将
- 大木貴将（中退）
- 戸根千明
- 青山誠
- 森脇亮介
- 山崎晃大朗
- 京田陽太
- 弓削隼人
- 上川畑大悟
- 赤星優志